# Atagema
Atagema es un género de moluscos nudibranquios de la familia Discodorididae.

## Especies
El Registro Mundial de Especies Marinas reconoce las siguientes especies en el género Atagema:
- Atagema alba (O'Donoghue, 1927)
- Atagema anceps (Bergh, 1890)
- Atagema boucheti Valdes & Gosliner, 2001
- Atagema browni (T.E. Thompson, 1980)
- Atagema carinata  Quoy & Gaimard, 1832
- Atagema gibba Pruvot-Fol, 1951
- Atagema intecta  Kelaart, 1858
- Atagema molesta (Miller, 1989)
- Atagema notacristata (Camacho-Garia & Gosliner, 2008)
- Atagema ornata Ehrenberg, 1831
- Atagema osseosa  Kelaart, 1859
- Atagema rugosa Pruvot-Fol, 1951
- Atagema spinosa (Risbec, 1928)
- Atagema spongiosa  Kelaart, 1858
- Atagema triphylla (Bergh, 1892)
- Atagema tristis (Alder & Hancock, 1864)

- Atagema africana Pruvot-Fol, 1953  (species inquirenda)

Especies cuyo nombre ha dejado de ser aceptado por sinonimia:
- Atagema hispida (d'Orbigny, 1834) es aceptada como Diaulula hispida (d'Orbigny, 1834)
- Atagema prea (Ev. Marcus & Er. Marcus, 1967) es aceptada como Sclerodoris prea (Ev. Marcus & Er. Marcus, 1967)
- Atagema quadrimaculata Collier, 1963 es aceptado como Atagema alba (O'Donoghue, 1927)

## Morfología
El cuerpo es oval y alargado. El género se caracteriza por tener el notum, o manto, muy grande y con protuberancias o cariofilídeos y tubérculos con elevadas papilas. Tienen una cresta en medio del manto, desde los rinóforos hasta las branquias, en algún caso coloreada de distinto color al manto, y en otros muy elevada sobre el mismo. Tanto los rinóforos, laminados y anchos, como las branquias dorsales, se retraen en vainas que sobresalen notablemente del notum. Las branquias rodean el ano, situado en el centro de la parte posterior del manto, y pueden tener de 3 a 7 hojas branquiales tripinnadas.

## Reproducción
Son ovíparos y hermafroditas triáulicos, que cuentan con dos aberturas genitales femeninas separadas: oviducto y vagina, y un pene masculino.
Aunque son hermafroditas no pueden autofecundarse, por lo que necesitan, al menos, de otro individuo para procrear. Con frecuencia conforman agregaciones reproductivas de varios individuos, que, en su mayor parte, penetran a otro individuo, y son penetrados a su vez.
Tienen un desarrollo metamórfico capsular, esto significa que carecen de fase larval tras la eclosión de los huevos, que son mayores que los de la mayoría de nudibranquios, con un diámetro de 156 μm. Un día después de la eclosión, los juveniles muestran brotes de rinóforos, motas oculares, y un manto oval reforzado con espículas calcáreas. Al quinto día muestran dos o tres papilas cariofilídeas en el manto. Una rádula con tres pares de dientes aparece al segundo día de la eclosión, y en siete días aparecen aproximadamente unas seis hileras de dientes.

## Alimentación
Son predadores carnívoros, alimentándose principalmente de esponjas.

## Hábitat y distribución
Estas pequeñas babosas marinas se distribuyen por los océanos Atlántico, Índico  y Pacífico.
Habitan aguas templadas y tropicales, en un rango de profundidad entre 0,5 y 408 m.

Frecuentan áreas rocosas costeras y zonas planas de arrecifes de coral.

## Galería

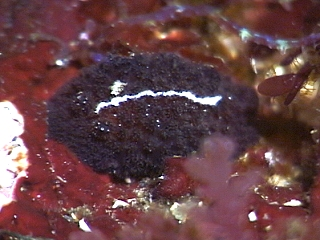
Atagema intecta
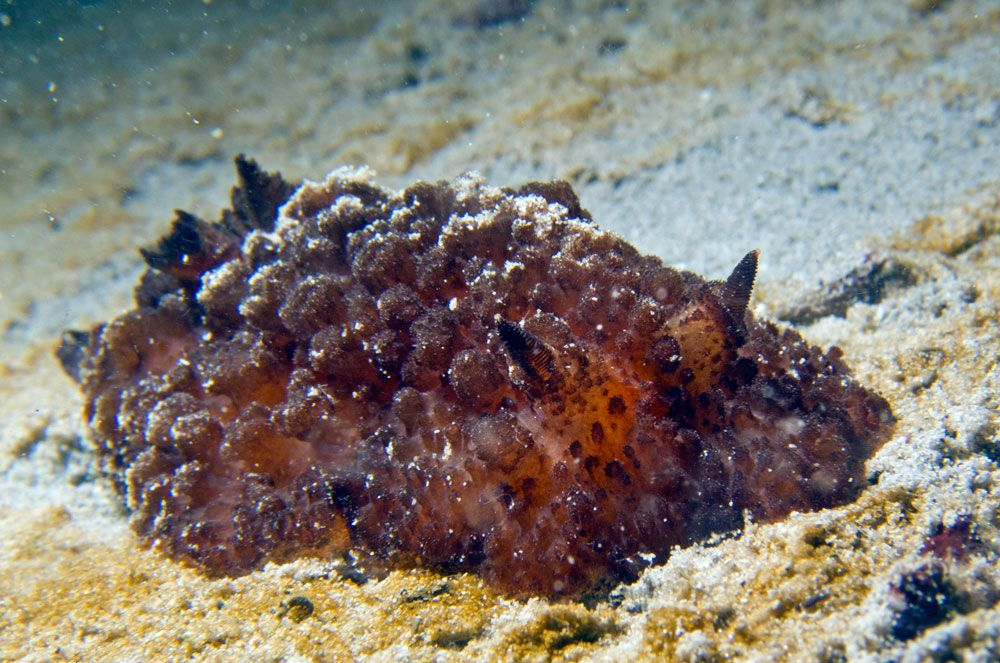
Atagema ornata
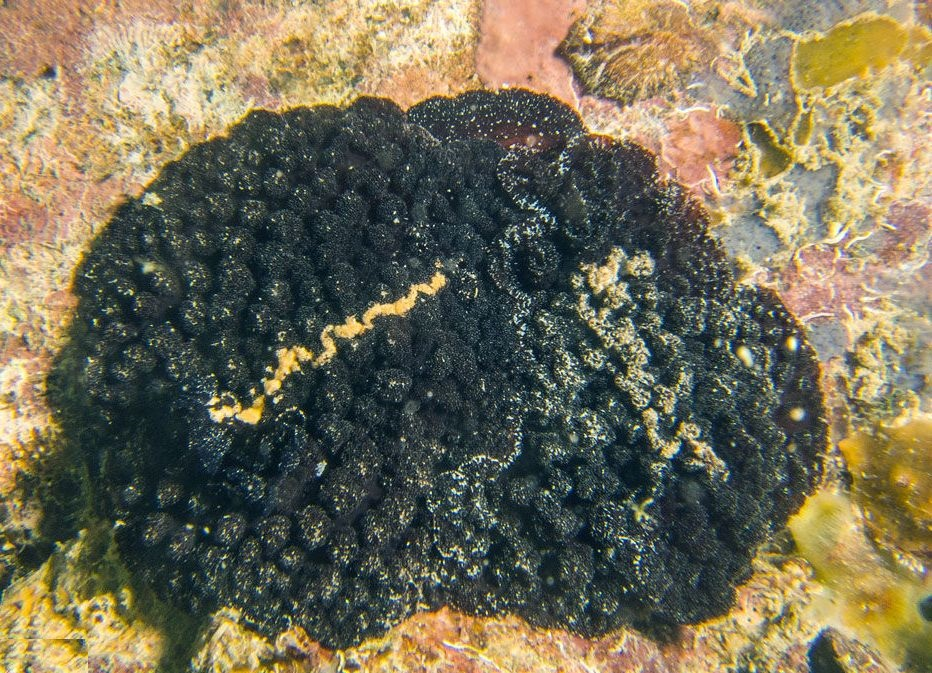
Atagema ornata coloración negra
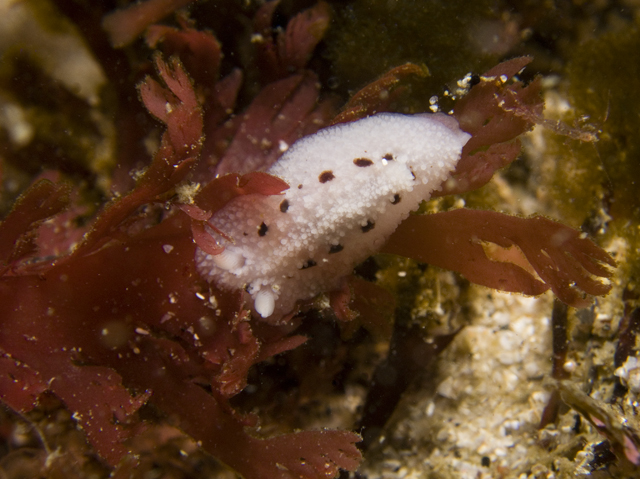
Atagema rugosa
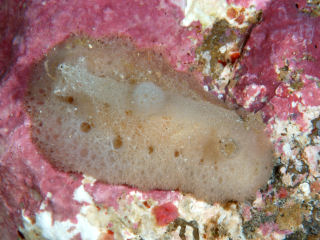
Atagema spongiosa
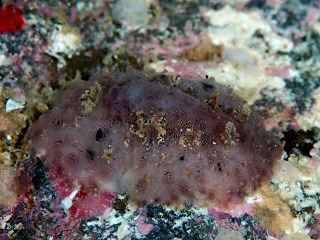
Atagema sp